# Paradeudorix marginata
Paradeudorix marginata is een vlinder uit de familie van de Lycaenidae. De wetenschappelijke naam van de soort is voor het eerst gepubliceerd in 1962 door Henri Stempffer.
De soort komt voor in de primaire regenwouden van Nigeria, Kameroen, Gabon, Congo-Brazzaville, Centraal Afrikaanse Republiek en Congo-Kinshasa.